# Coppa panamericana femminile under 23 di pallavolo 2021
La Coppa panamericana femminile under 23 di pallavolo 2021, 5ª edizione dell'omonima competizione femminile di pallavolo, si è svolta dall'11 al 15 agosto 2021 ad Aguascalientes, in Messico: al torneo hanno partecipato sette squadre nazionali under 23 nordamericane e sudamericane e la vittoria finale è andata per la quinta volta consecutiva alla Rep. Dominicana.

## Impianti
|                                                                        |  |  |
|                                                                        |  |  |
| Gimnasio Olímpico Città: Aguascalientes Capienza: - Anno d'apertura: - |  |  |

## Regolamento

### Formula
Le squadre hanno disputato una prima fase a gironi con formula del girone all'italiana; al termine della prima fase:
- Le due migliori prime classificate hanno acceduto direttamente alle semifinali.
- La terza migliore prima classificata e le seconde classificate hanno acceduto ai quarti di finale; le due formazioni vincitrici hanno acceduto alle semifinali, mentre le due sconfitte hanno acceduto alla finale per il quinto posto.
- Le migliore terza classificata ha acceduto direttamente alla finale per il settimo posto.
- Le altre due terze classificate hanno acceduto alla finale per il nono posto; la formazione vincitrice ha acceduto alla finale per settimo posto.

### Criteri di classifica
Se il risultato finale è stato di 3-0 sono stati assegnati 5 punti alla squadra vincente e 0 a quella sconfitta, se il risultato finale è stato di 3-1 sono stati assegnati 4 punti alla squadra vincente e 1 a quella sconfitta, se il risultato finale è stato di 3-2 sono stati assegnati 3 punti alla squadra vincente e 2 a quella sconfitta.
L'ordine del posizionamento in classifica è stato definito in base a:
- Numero di partite vinte;
- Punti;
- Ratio dei set vinti/persi;
- Ratio dei punti realizzati/subiti;
- Risultati degli scontri diretti.

## Squadre partecipanti
| Squadra           | Qualificazione      | Ultima partecipazione |
| ----------------- | ------------------- | --------------------- |
| Costa Rica        | -                   | Perù 2018             |
| Guatemala         | -                   | Perù 2018             |
| Messico           | Paese organizzatore | Perù 2018             |
| Porto Rico        | -                   | Debutto               |
| Rep. Dominicana   | -                   | Perù 2018             |
| Suriname          | -                   | Debutto               |
| Trinidad e Tobago | -                   | Perù 2016             |

## Torneo

### Fase a gironi
| Girone A          | Girone B   |
| ----------------- | ---------- |
| Rep. Dominicana   | Costa Rica |
| Suriname          | Guatemala  |
| Trinidad e Tobago | Messico    |
| -                 | Porto Rico |

#### Girone A

##### Risultati
| 11 agosto 2021 Gimnasio Olímpico, Aguascalientes Durata: 0h:56 - Spettatori: 150 | Rep. Dominicana | 3 - 0 | Trinidad e Tobago | 25-8, 25-5, 25-5    |
| 12 agosto 2021 Gimnasio Olímpico, Aguascalientes Durata: 1h:19 - Spettatori: 100 | Suriname        | 3 - 0 | Trinidad e Tobago | 25-17, 25-18, 26-24 |
| 13 agosto 2021 Gimnasio Olímpico, Aguascalientes Durata: 1h:03 - Spettatori: 100 | Rep. Dominicana | 3 - 0 | Suriname          | 25-18, 25-12, 25-14 |

##### Classifica
| Pos | Squadra           | Pt | G | V | P | SV | SP | Ratio | PF  | PS  | Ratio |
| --- | ----------------- | -- | - | - | - | -- | -- | ----- | --- | --- | ----- |
| 1   | Rep. Dominicana   | 10 | 2 | 2 | 0 | 6  | 0  | MAX   | 150 | 62  | 2,419 |
| 2   | Suriname          | 5  | 2 | 1 | 1 | 3  | 3  | 1,000 | 120 | 134 | 0,895 |
| 3   | Trinidad e Tobago | 0  | 2 | 0 | 2 | 0  | 6  | 0,000 | 77  | 151 | 0,509 |

#### Girone B

##### Risultati
| 11 agosto 2021 Gimnasio Olímpico, Aguascalientes Durata: 1h:09 - Spettatori: 100 | Guatemala  | 0 - 3 | Porto Rico | 17-25, 15-25, 17-25               |
| 11 agosto 2021 Gimnasio Olímpico, Aguascalientes Durata: 1h:13 - Spettatori: 600 | Costa Rica | 0 - 3 | Messico    | 11-25, 16-25, 18-25               |
| 12 agosto 2021 Gimnasio Olímpico, Aguascalientes Durata: 2h:16 - Spettatori: 400 | Costa Rica | 2 - 3 | Porto Rico | 32-34, 19-25, 25-17, 25-20, 14-16 |
| 12 agosto 2021 Gimnasio Olímpico, Aguascalientes Durata: 1h:08 - Spettatori: 250 | Guatemala  | 0 - 3 | Messico    | 14-25, 16-25, 12-25               |
| 13 agosto 2021 Gimnasio Olímpico, Aguascalientes Durata: 1h:14 - Spettatori: 400 | Costa Rica | 3 - 0 | Guatemala  | 25-17, 25-14, 25-17               |
| 13 agosto 2021 Gimnasio Olímpico, Aguascalientes Durata: 1h:05 - Spettatori: 800 | Porto Rico | 0 - 3 | Messico    | 10-25, 14-25, 15-25               |

##### Classifica
| Pos | Squadra    | Pt | G | V | P | SV | SP | Ratio | PF  | PS  | Ratio |
| --- | ---------- | -- | - | - | - | -- | -- | ----- | --- | --- | ----- |
| 1   | Messico    | 15 | 3 | 3 | 0 | 9  | 0  | MAX   | 225 | 126 | 1,785 |
| 2   | Porto Rico | 8  | 3 | 2 | 1 | 6  | 5  | 1,200 | 226 | 239 | 0,945 |
| 3   | Costa Rica | 7  | 3 | 1 | 2 | 5  | 6  | 0,833 | 235 | 242 | 0,971 |
| 4   | Guatemala  | 0  | 3 | 0 | 3 | 0  | 9  | 0,000 | 146 | 225 | 0,648 |

### Fase finale
|  | semifinali      | semifinali      | semifinali |         |                 | finale 1º posto | finale 1º posto | finale 1º posto |  |
|  |                 |                 |            |         |                 |                 |                 |                 |  |
|  | Messico         | Messico         | 3          |         |                 |                 |                 |                 |  |
|  | Messico         | Messico         | 3          |         |                 |                 |                 |                 |  |
|  | Suriname        | Suriname        | 0          |         |                 |                 |                 |                 |  |
|  | Suriname        | Suriname        | 0          |         | Rep. Dominicana | Rep. Dominicana | 3               |                 |  |
|  |                 |                 |            |         | Rep. Dominicana | Rep. Dominicana | 3               |                 |  |
|  |                 |                 | Messico    | Messico | 0               |                 |                 |                 |  |
|  | Rep. Dominicana | Rep. Dominicana | Messico    | Messico | 0               | 3               |                 |                 |  |
|  | Rep. Dominicana | Rep. Dominicana |            |         |                 | 3               |                 |                 |  |
|  | Porto Rico      | Porto Rico      | 0          |         |                 | finale 3º posto | finale 3º posto | finale 3º posto |  |
|  | Porto Rico      | Porto Rico      | 0          |         |                 |                 |                 |                 |  |
|  |                 |                 |            |         |                 |                 |                 |                 |  |
|  |                 |                 |            |         |                 | Suriname        | Suriname        | 0               |  |
|  |                 |                 |            |         |                 | Suriname        | Suriname        | 0               |  |
|  |                 |                 |            |         |                 | Porto Rico      | Porto Rico      | 3               |  |

#### Finale 7º posto
| 14 agosto 2021 Gimnasio Olímpico, Aguascalientes Durata: 1h:17 - Spettatori: 300 | Trinidad e Tobago | 0 - 3 | Guatemala | 19-25, 17-25, 18-25 |

#### Semifinali
| 14 agosto 2021 Gimnasio Olímpico, Aguascalientes Durata: 1h:17 - Spettatori: 800 | Messico         | 3 - 0 | Suriname   | 25-14, 25-13, 25-15 |
| 14 agosto 2021 Gimnasio Olímpico, Aguascalientes Durata: 1h:13 - Spettatori: 350 | Rep. Dominicana | 3 - 0 | Porto Rico | 25-12, 25-16, 25-12 |

#### Finale 5º posto
| 15 agosto 2021 Gimnasio Olímpico, Aguascalientes Durata: 1h:08 - Spettatori: 150 | Guatemala | 0 - 3 | Costa Rica | 14-25, 12-25, 15-25 |

#### Finale 3º posto
| 15 agosto 2021 Gimnasio Olímpico, Aguascalientes Durata: 1h:21 - Spettatori: 1 000 | Suriname | 0 - 3 | Porto Rico | 25-25, 22-25, 27-29 |

#### Finale
| 15 agosto 2021 Gimnasio Olímpico, Aguascalientes Durata: 1h:24 - Spettatori: 1 000 | Rep. Dominicana | 3 - 0 | Messico | 25-20, 25-19, 25-22 |

## Classifica finale
| Pos     | Squadra           | Rosa |
| ------- | ----------------- | --- |
| Oro     | Rep. Dominicana   | Formazione: 1 Heredia, 2 Y. Rodríguez, 6 de la Rosa, 7 Guillén, 10 Martínez, 11 González, 13 A. Rodríguez, 15 Jiménez, 16 Féliz, 19 Caraballo, 23 Rabit, 24 Peralta, CT: Pacheco         |
| Argento | Messico           | Formazione: 1 Álvarez, 3 García, 4 Bernal, 5 Arreola, 6 Castro, 8 Ovalle, 10 Siller, 12 Landeros, 14 Garciglia, 15 Rivera, 17 Gutiérrez, 22 Elicerio, CT: León                           |
| Bronzo  | Porto Rico        | Formazione: 1 V. García, 2 Malpica, 3 Javier, 4 Fuertes, 5 Pagán, 6 Verrier, 7 Machín, 8 Martell, 10 Salgado, 11 Y. García, 14 Pomar, 17 Rodríguez, CT: Rivera                           |
| 4       | Suriname          | Formazione: 3 Koningverander, 4 Frankel, 5 Kidjo, 6 Shan. Balkaran, 7 Bouterse, 8 Margaret, 9 Antonius, 11 Lisse, 20 Esseboom, 21 Tammenga, 22 Gravenbeek, 23 Shar. Balkaran, CT: Aikman |
| 5       | Costa Rica        | Formazione: 2 Mata, 3 Solano, 4 J. Rodríguez, 5 Espinoza, 6 Thompson, 7 Campos, 8 Castro, 9 Arroyo, 10 Mignucci, 11 M. Rodríguez, 12 Monge, 14 Rojas, CT: Quesada                        |
| 6       | Guatemala         | Formazione: 1 Padilla, 4 Chavarría, 5 Castellanos, 6 Monney, 7 Chávez, 8 Sopegno, 9 Quiñonez, 12 del Cid, 14 Gómez, 16 Mendizábal, CT: Aldana                                            |
| 7       | Trinidad e Tobago | Formazione: 9 Alexis, 14 Crawford, 15 Cottoy, 17 Noray, 18 Leon, 20 Donald, 21 Alexander, 22 Baptiste, 24 Small, 25 Dickson, CT: Clifford                                                |

|  |  |  |  | Qualificate ai I Giochi panamericani giovanili |

## Premi individuali
| Premio                 | Nome               | Squadra           |
| ---------------------- | ------------------ | ----------------- |
| MVP                    | Madeline Guillén   | Rep. Dominicana   |
| Miglior realizzatrice  | Madeline Guillén   | Rep. Dominicana   |
| Miglior servizio       | Madeline Guillén   | Rep. Dominicana   |
| Miglior difesa         | Laura Quiñonez     | Guatemala         |
| Miglior ricevitrice    | Joseline Landeros  | Messico           |
| Miglior palleggiatrice | Karen Rivera       | Messico           |
| Miglior opposto        | Marian Ovalle      | Messico           |
| Miglior schiacciatrice | Grecia Castro      | Messico           |
| Miglior schiacciatrice | Madeline Guillén   | Rep. Dominicana   |
| Miglior centrale       | Geraldine González | Rep. Dominicana   |
| Miglior centrale       | Natassia Baptiste  | Trinidad e Tobago |
| Miglior libero         | Laura Quiñonez     | Guatemala         |